# Естил (окръг, Кентъки)
Окръг Естил (на английски: Estill County) е окръг в щата Кентъки, Съединени американски щати. Площта му е 663 km², а населението - 15 307 души (2000). Административен център е град Ървайн.